# 1929 în literatură
Anul 1929 în literatură a implicat o serie de evenimente și cărți noi semnificative. 

## Cărți noi

### Ficțiune
- Richard Aldington – Death of a Hero[1]
- Paul Alverdes – Die Pfeiferstube (The Whistler's Room)
- Roberto Arlt – Los siete locos (The Seven Madmen)[2]
- Marcel Aymé – The Hollow Field
- Bibhutibhushan Bandyopadhyay – Pather Panchali
- Hamilton Basso – Relics and Angels
- Vicki Baum – Menschen im Hotel
- E.F. Benson – Paying Guests
- Anthony Berkeley
  - The Piccadilly Murder
  - The Poisoned Chocolates Case
- Georges Bernanos – Joy
- Algernon Blackwood – Dudley & Gilderoy: A Nonsense
- Mary Borden – The Forbidden Zone
- Elizabeth Bowen – The Last September
- Marjorie Bowen – Dickon
- Lynn Brock
  - The Dagwort Coombe Murder
  - The Mendip Mystery
- Mateiu Caragiale – Craii de Curtea-Veche
- Agatha Christie
  - The Seven Dials Mystery
  - Partners in Crime (povestiri)
- Jean Cocteau – Les Enfants Terribles
- Colette – Sido
- Miloš Crnjanski – Сеобе (Seobe, Migrations)
- Freeman Wills Crofts – The Box Office Murders
- Aleister Crowley – The Stratagem and other Stories
- Mazo de la Roche – Whiteoaks of Jalna
- Antoine de Saint-Exupéry – Courrier sud (Southern Mail)
- Alfred Döblin – Berlin Alexanderplatz
- Lloyd C. Douglas – Magnificent Obsession
- Arthur Conan Doyle – The Maracot Deep
- Pierre Drieu La Rochelle – Hotel Acropolis (Une Femme à sa fenêtre)
- M. Barnard Eldershaw – A House Is Built
- Susan Ertz – The Milky Way
- William Faulkner – The Sound and the Fury
- Jessie Redmon Fauset – Plum Bun: A Novel Without a Moral
- Edna Ferber – Cimarron
- C. S. Forester – Brown on Resolution
- Zona Gale – Borgia
- Rómulo Gallegos – Doña Bárbara
- Gaito Gazdanov – Вечер у Клэр (Vecher u Kler, An Evening with Claire)
- Floyd Gibbons – The Red Napoleon
- Anthony Gilbert
  - Death at Four Corners
  - The Mystery of the Open Window
- Jean Giono
  - Colline
  - Lovers are Never Losers
- Joseph Goebbels – Michael: A German Destiny in Diary Form (Michael: Ein deutsches Schicksal in Tagebuchblättern)
- George Goodchild – Jack O'Lantern
- Henry Green – Living
- Julien Green – The Dark Journey
- Graham Greene – The Man Within
- H. Rider Haggard – Mary of Marion Isle
- Dashiell Hammett
  - The Dain Curse
  - Red Harvest
- Ernest Hemingway – A Farewell to Arms
- Richard Hughes – A High Wind in Jamaica
- Masuji Ibuse (井伏 鱒二) – Salamander and Other Stories
- Frigyes Karinthy – Minden másképpen van (Everything Is Different, short stories)
- Anna Kavan – A Charmed Circle
- Takiji Kobayashi (小林 多喜二) – Kanikōsen (The Cannery Boat)
- Kwee Tek Hoay – Drama dari Krakatau (Drama of Krakatoa; serialization)
- Oliver La Farge – Laughing Boy
- Nella Larsen – Passing
- Sinclair Lewis – Dodsworth
- Eric Linklater – Poet's Pub
- Claude McKay – Banjo
- Frederic Manning (anonim) – The Middle Parts of Fortune: Somme & Ancre, 1916
- Gladys Mitchell
  - The Mystery of a Butcher's Shop
  - Speedy Death
- Alberto Moravia – Gli indifferenti (Time of Indifference)
- W. F. Morris – Bretherton: Khaki or Field Grey?
- Leopold Myers – The Near and the Far
- Irène Némirovsky – David Golder
- Peadar O'Donnell – Adrigool
- Katherine Anne Porter – Flowering Judas
- Katharine Susannah Prichard - Coonardoo
- J. B. Priestley – The Good Companions[3]
- Ellery Queen – The Roman Hat Mystery
- Erich Maria Remarque – Nimic nou pe frontul de vest (Im Westen nichts Neues)
- Henry Handel Richardson (Et Florence Robertson) – Ultima Thule (ultima parte a The Fortunes of Richard Mahony)
- Ole Edvart Rølvaag – Peder Victorious (Peder Seier)
- Agnes Smedley – Daughter of Earth
- John Steinbeck – Cup of Gold: A Life of Sir Henry Morgan, Buccaneer, With Occasional Reference to History
- Cecil Street
  - The Davidson Case
  - The House on Tollard Ridge
- Jun'ichirō Tanizaki (谷崎 潤一郎) – Some Prefer Nettles (蓼喰う蟲)
- Josephine Tey – The Man in the Queue
- Wallace Thurman – The Blacker the Berry[4]
- Sigrid Undset – In the Wilderness
- S. S. Van Dine – The Scarab Murder Case
- Henry Wade – The Duke of York's Steps
- Edgar Wallace
  - Four Square Jane
  - The Green Ribbon
  - The India-Rubber Men
- Lynd Ward – Gods' Man
- Thomas Wolfe – Look Homeward, Angel
- S. Fowler Wright
  - Dawn
  - The World Below
- Francis Brett Young – Black Roses

## Premii
- Premiul Nobel pentru Literatură: